# Степаново (Островский район)
Степаново — деревня в Шиковской волости Островского района Псковской области.
Расположена в 52 км к востоку от города Острова и в 5 км к юго-востоку от волостного центра, деревни Шики.
Постоянное население по состоянию на 2000 год в деревне отсутствовало.